# Steven Kleynen
Steven Kleynen (Leuven, 22 december 1977) is een Belgisch voormalig wielrenner. Nadat zijn contract in 2008 niet werd verlengd wist hij geen nieuwe ploeg meer te vinden en beëindigde zijn professionele carrière.

## Belangrijkste overwinningen
2000
- 2e etappe Ronde van Bohemen

2003
- Eindklassement Circuito Montañés

## Resultaten in voornaamste wedstrijden
| Jaar | Ronde van Italië | Ronde van Frankrijk | Ronde van Spanje |
| ---- | ---------------- | ------------------- | ---------------- |
| 2000 |                  |                     | 54e              |
| 2001 |                  |                     | 67e              |
| 2002 |                  |                     | 26e              |
| 2005 |                  |                     |                  |
| 2007 |                  |                     |                  |
| 2008 |                  |                     |                  |

| Jaar | Gent-Wevelgem | Parijs-Roubaix | Amstel Gold Race | Luik-Bast.‑Luik | Ronde van Lombardije |
| ---- | ------------- | -------------- | ---------------- | --------------- | -------------------- |
| 2000 |               | 49e            |                  | 37e             | 52e                  |
| 2001 |               |                |                  | 43e             |                      |
| 2002 |               |                |                  |                 |                      |
| 2005 |               |                | 53e              |                 |                      |
| 2007 | 96e           |                |                  |                 |                      |
| 2008 | 107e          |                |                  |                 |                      |